# Sergio Pellissier
Sergio Pellissier (Aosta, 12 april 1979) is een Italiaanse voormalig voetballer die doorgaans als aanvaller speelde. Hij verruilde Torino FC in 2000 voor Chievo Verona, waarvoor hij daarna meer dan 400 competitiewedstrijden speelde en uitgroeide tot aanvoerder. Pellissier debuteerde in 2009 in het Italiaans voetbalelftal.

## Clubcarrière
Pellissiers profcarrière begon bij Torino, dat hem na één seizoen overdeed aan Varese. Hiervoor speelde hij tot en met het seizoen 1999-2000. In de zomer van 2000 werd Pellisier gecontracteerd door Chievo Verona, waar hij na een half jaar bankzitten verhuurd werd aan SPAL. Chievo haalde hem in 2002 terug, waarna hij uitgroeide tot clubicoon. Een sportief hoogtepunt volgde in het seizoen 2005/06, waarin hij met Chievo vierde werd in de Serie A. Een dieptepunt volgde het seizoen daarna, toen hij met de club degradeerde naar de Serie B. Het verblijf daarin duurde één seizoen. Na meer dan 400 competitieduels in het eerste team, verlengde Pellisier in juli 2015 zijn contract bij Chievo tot medio 2018. Medio 2019 beëindigde hij zijn loopbaan.

## Clubstatistieken
| Seizoen   | Club          | Land   | Competitie      | Duels | Goals |
| --------- | ------------- | ------ | --------------- | ----- | ----- |
| 1997-1998 | Torino        | Italië | Serie A         | 1     | 0     |
| 1998-2000 | Varese        | Italië | Serie C1        | 52    | 9     |
| 2000      | Chievo Verona | Italië | Serie B         | 0     | 0     |
| 2000-2002 | → SPAL        | Italië | Serie C1        | 44    | 17    |
| 2002-     | Chievo Verona | Italië | Serie A/Serie B | 410   | 115   |
| Totaal    |               |        |                 | 507   | 141   |

## Interlandcarrière
Op 6 juni 2009 speelde Pellissier zijn eerste interland voor Italië, in een vriendschappelijk duel in Pisa tegen het Noord-Ierse nationale elftal. Bij zijn debuut maakte Pellissier de 3-0, tevens de eindstand.

## Erelijst
- Kampioen Serie B

2007/08